# Lieux de culte au Québec
Les lieux de culte au Québec sont au nombre de quelque 4567, toutes traditions confondues, selon l'Inventaire des lieux de culte du Québec, réalisé entre 2003 et 2004 par le Conseil du patrimoine religieux du Québec grâce à un partenariat financier avec le ministère de la Culture et des Communications du Québec.

## Par région
- Liste des lieux de culte de Lanaudière
- Liste des lieux de culte des Laurentides
- Liste des lieux de culte de l'Abitibi-Témiscamingue
- Liste des lieux de culte de l'Estrie
- Liste des lieux de culte de l'Outaouais
- Liste des lieux de culte de la Capitale-Nationale
- Liste des lieux de culte de la Chaudières-Appalaches
- Liste des lieux de culte de la Côte-Nord
- Liste des lieux de culte de la Gaspésie–Îles-de-la-Madeleine
- Liste des lieux de culte de la Mauricie
- Liste des lieux de culte de la Montérégie
- Liste des lieux de culte de Laval
- Liste des lieux de culte de Montréal
- Liste des lieux de culte du Bas-Saint-Laurent
- Liste des lieux de culte du Centre-du-Québec
- Liste des lieux de culte du Nord-du-Québec
- Liste des lieux de culte du Saguenay-Lac-Saint-Jean

## Par religion
- Liste des lieux de culte catholiques du Québec

## Médiagraphie
- Inventaire des lieux de culte du Québec
- Répertoire du patrimoine culturel du Québec